# Flugplatz Aschaffenburg

i7
i11
i13

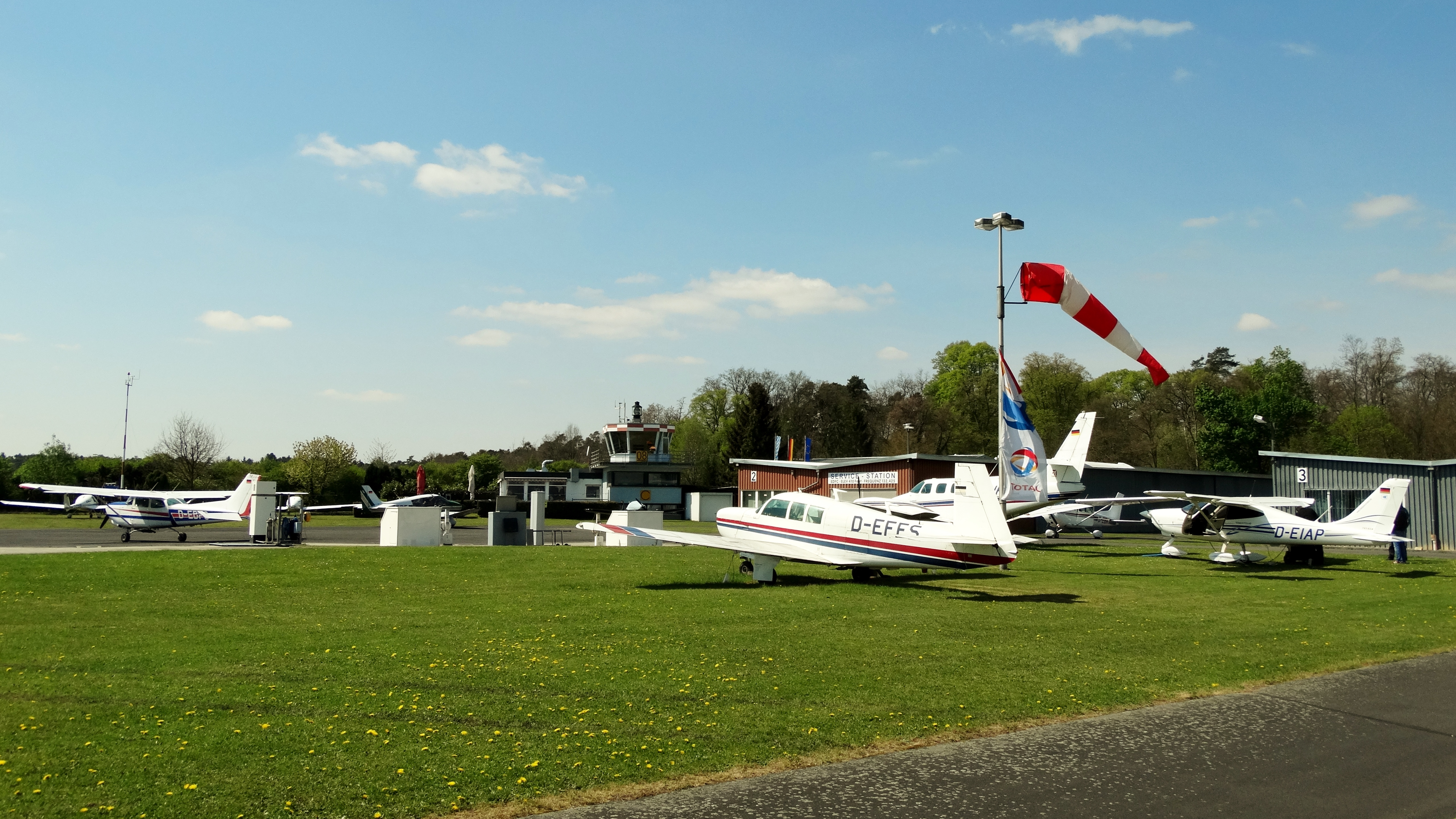
Flugplatz Aschaffenburg (2017)

Der Flugplatz Aschaffenburg (auch: Flugplatz Großostheim-Ringheim, IATA-Code: ZCB, ICAO-Code: EDFC) ist der Verkehrslandeplatz der unterfränkischen  Stadt Aschaffenburg. Er wird vom Flugsportclub Aschaffenburg-Großostheim e. V. betrieben.

## Geografie
Der Flugplatz liegt sieben Kilometer südwestlich des Aschaffenburger Ortskernes und zwei Kilometer nördlich von Großostheim auf einer Höhe von 125 m.
Naturräumlich befindet er sich im Bachgau am westlichen Arm des Mainvierecks. Etwa 5 km östlich steigt das Gelände zum Spessart hin an und etwa 2,5 km westlich verläuft die Landesgrenze zu Hessen.

## Geschichte

### Flugplatz und Ausbildungsort 1935 bis 1942
Auf einer Infotafel des Geo-Naturparks Bergstraße-Odenwald auf dem heutigen Flugplatz benachbarten Waldparkplatz Unterwald ist zu lesen, dass die Geschichte des Flugplatzes 1935 mit der Rodung von 125 Hektar Wald ihren Anfang nahm. Andere Quellen datieren den Beginn auf das Jahr 1936, doch unstrittig ist, dass zum 7. Mai 1937 das Kreiskommando Babenhausen des Reichsluftfahrtministeriums zum „Richtfest am PIatz Großostheim“ einlud. Hinter der Bezeichnung „Platz Großostheim“ verbarg sich der getarnte Fliegerhorst 20/XII, der etwa 1,5 km westlich des heutigen Flugplatzes, auf dem Gelände des heutigen Ortsteils Ringheim lag. Er gehörte zum „Luftgau XII – Wiesbaden“ und „war einer von 81 Einsatzhäfen I. Ordnung im damaligen Reichsgebiet (davon 16 im Luftgau XII)“. Zwecks Tarnung sollte die Anlage aus der Luft wie ein großes Bauerngehöft aussehen und war in den allgemeinen Messtischblättern damals nicht verzeichnet. Nur eine zum Schutz des Flugplatzes am Waldrand errichtete Flakstellung ist als winziger „Schießst.“ dort erwähnt.
Der Flugplatz wurde offenbar am 26. August 1939 erstmals belegt, und zwar von einer Horst- und Luftnachrichtenkompanie. Ihr folgten am 26. August 1939 2 Staffeln der III. Gruppe des Kampfgeschwaders 53 „Legion Condor“, die über Maschinen des Typs Heinkel He 111 verfügten. Sie waren hier jedoch nur für kurze Zeit stationiert und wurden im April und Mai 1940 durch Einheiten des Kampfgeschwaders 2 (KG2) abgelöst, die mit dem Kampfflugzeug Dornier Do 17ausgestattet waren. Im Mai und Juni 1940 waren noch einmal Angehörige des Kampfgeschwaders 53 in Großostheim stationiert.
Die hier stationierten Einheiten starteten während des Frankreichfeldzugs mehrmals zu Angriffen auf französische Militäreinrichtungen, unter anderem auf den Militärflugplatz Flugplatz Condé-Vraux. „Am 11. Mai 1940 um 5.30 Uhr flogen vom Einsatzhafen Großostheim Kampfbomber des KG2 einen Angriff auf englische Flugzeuge, die im französischen Vraux stationiert waren.“
Die Angriffe auf französische Militäreinrichtungen scheinen für die nächsten Jahre die letzten Kampfeinsätze gewesen zu sein, die ihren Ausgangspunkt in Großostheim hatten. Von 1941 bis 1942 wurde der Platz für Lastensegler-Schulungen genutzt und durch eine zivile Wachmannschaft geschützt.

### Die Forschungsstelle der Luftwaffe
1943 begannen auf einem Teil des Geländes geheime Forschungen des Reichsluftfahrtministeriums (RLM), die auf einer Initiative von Ernst Schiebold beruhten. Dieser hatte in einem Schreiben vom 5. April 1943 an Erhard Milch, den Staatssekretär im Reichsluftfahrtministerium (RLM), vorgeschlagen, ein zusätzliches Kampfmittel zur Bekämpfung und Vernichtung der Besatzung feindlicher Flugzeuge und Erdkampftruppen zu entwickeln, das auf dem Einsatz von Röntgen- und Elektronenstrahlen beruhen solle. Schiebolds Vision beschrieben Hepp und Sauerwein folgendermaßen:

„Schiebold möchte mit Röntgenstrahlwaffen Tiefflieger und (ungepanzerte) Erdtruppen bekämpfen, ferner mit stark aufgefächerter Raumstrahlung Luftsperrgebiete zum Defensivschutz von Grenzen oder Städten errichten. Mit einigen hundert Röntgenstrahlern lasse sich eine ganze Stadt vor alliierten Bombardements schützen, ganz Deutschland mit einigen tausend seiner Strahlenkanonen.“

Das RLM unterstützte Schiebold und erlaubte ihm die Zusammenarbeit mit dem Fabrikanten Richard Seifert (1873–1957), „der 1896 – fast zeitgleich mit einem weiteren deutschen Unternehmen sowie dem amerikanischen Erfinder und Gründer von General Electric Thomas A. Edison – seinen ersten Röntgenapparat auf den Markt“ gebracht hatte. Während Schiebold als wissenschaftlicher Leiter des Geheimprojekts fungierte, war Seifert dessen technischer Berater und Theodor Hollnack für die organisatorische Leitung verantwortlich. Nach Aashild Sørheim hatte Hollnack „Naturwissenschaften und Sozialwissenschaften studiert und sich zudem auf Organisation und Marketing spezialisiert. Er verfügte über enge Verbindungen zu den Nazi-Behörden sowie über ein großes Kontaktnetz innerhalb der Wirtschaft und akademischer Kreise.“:S. 425 Vierter im Bund war Kurt Fennel, 1943 Mitunterzeichner des  Beschlussdokuments über die Einrichtung der Forschungsstelle, und neben Schiebold, Seifert und Hollnack einer der vier, die von Milch die Vollmacht erhalten hatten, in Vertretung des Projekts aufzutreten.:S. 425
Nach Sørheim liefen über Fennel und Hollnack auch die Verbindungen zu Rolf Wideröe, der mit seinem Betatron-Projekt ebenfalls in die Großostheimer Forschungsstation eingebunden war und später mit seiner Arbeit Schiebolds Forschungsprojekt ablöste.:S. 423
Wann genau Schiebolds privatwirtschaftlich organisierte Forschungsstation (Institut für röntgenologische Roh- und Werkstofforschung) ihre Arbeit aufnahm ist nicht dokumentiert. Sie befand sich in einem Bunker, der durch eine große Halle getarnt war. In der Kommandantur des Fliegerhorstes hatte spätestens ab September 1943 Fennel sein Büro, und Schiebold kam anfangs offenbar nur sporadisch vorbei, da er weiterhin in seinem Leipziger Institut arbeitete. „Wahrscheinlich fällt die Ankunft Schiebolds auf dem Gelände des Fliegerhorstes Großostheim mit der Bombardierung von Leipzig am 4. Dezember 1943 zusammen, bei der Schiebold praktisch alle seine Geräte, seine Bücherei und viele Manuskripte und seine Modelle verlor.“ Mit den wenigen aus Luftangriffen geretteten Instrumenten begann er ein neues Laboratorium aufzubauen.

„Im Januar/Februar 1944 war die Halle für den Aufbau der aus Hamburg stammenden 1,2-Megavolt-Hochspannungs-Röntgenanlage fertig geworden. Mit den damit erzeugten Röntgenstrahlen wollte Schiebold Tests bezüglich ihrer Reichweite und Bündelung durchführen. Gegen Mitte des Jahres 1944 sollte außerdem der bei C.H.F. Müller bestellte 15-MeV-Strahlentransformator ‚nach Bauart Wideröe‘ installiert werden.“

Zu diesem Zeitpunkt gab es allerdings bereits Bedenken gegen Schiebolds Projekt. Der ebenfalls in der militärischen Forschung tätige Walther Gerlach hatte von dem Projekt erfahren und tauschte sich darüber mit dem ihm bekannten Helmuth Kulenkampff aus.

„Kulenkampff, der Gerlachs Doktorvater war, nimmt sich die Idee der Röntgenstrahlenwaffe detailliert vor. Findet heraus, dass sich die Strahlen nicht so verhalten, wie Schiebold es präsentiert hat. Zum Beispiel sei es nicht möglich, die Waffe auf die behaupteten Entfernungen einzusetzen. Kulenkampffs Niedersäbeln des Projekts bestätigt Gerlachs Verdacht. Da sich die beiden einig sind, schickt Kulenkampff einen Brief an
den obersten Verantwortlichen bei den Behörden, Generalfeldmarschall Milch.“

Gerlach war fortan die treibende Kraft der Schiebold-Gegner, und nachdem auch Werner Heisenberg und Arnold Sommerfeld der Meinung waren, „dass all das, was Schiebold über die Todesstrahlen behauptet, nicht stimmen kann“:S. 217, folgte das Aus für Schiebolds Forschungsstation. „Nach dem 20. September ist Schiebold komplett aus allem raus, was mit der Röntgenkanone zu tun hat. […] Ab  Herbst 1944 existierte auch die Forschungsanlage Großostheim nicht mehr. Sie verschwand mit Schiebold.“:S. 222
Über dem Bunker, in dem die ehemalige Forschungsstation untergebracht war, wurde am Volkstrauertag 2007 eine Dokumentations- und Begegnungsstätte eingeweiht.

### Der Fliegerhorst in den Jahren 1944/45
Schiebolds Forschungsstation hatte nur einen kleinen Teil des Flugplatzgeländes belegt, auf dem sich auch nur wenig militärisches Personal aufhielt. Nach Hepp und Sauerwein befanden sich im Herbst 1943 „nicht mehr als fünf Soldaten […] auf dem Fliegerhorst. Hinzu kamen 10 bis 15 zivile Wachleute aus den umliegenden Orten, die den leeren Fliegerhorst zu bewachen hatten.“ Gleichwohl heißt es auf der Website der Kulturinitiative Ringheim: „Während seiner gesamten Betriebszeit diente der Einsatzhafen Großostheim als Flugzeugschleuse endmontierter Flugzeuge für den Fronteinsatz.“ Ab dem 30. August 1944 bis Ende Februar 1945 waren dann nochmals Jagdgeschwader in Großostheim stationiert. In dieser Zeit kam es auch mehrfach zu Bombardierungen. Die dabei entstandenen Bombentrichter „mussten von russischen und italienischen Kriegsgefangenen wieder einplaniert werden. Dabei kamen auch einige ums Leben. Sie wurden am Rande des Flugplatzes verscharrt und später auf dem alten Friedhof in Grossostheim beerdigt.“
Die Bombardierungen führten schließlich zur Räumung des Platzes; zurückgelassene Flugzeuge waren zuvor noch gesprengt worden. Am 25. März 1945, am Palmsonntag, wurde Großostheim von amerikanischen Truppen eingenommen.
Im Juli 2004 wurde unter dem Motto „Einen versteckten Kriegsflugplatz suchen – zum Frieden finden“ der erste Rundweg des Großostheimer Führungsnetzes eingeweiht. Mittel dieses  Kulturwanderweges, soll die Vorgeschichte und Entstehung Ringheims auf dem Gelände des ehemaligen Kriegsflugplatzes aufzeigt werden.

### Nach dem Zweiten Weltkrieg
Nach dem Zweiten Weltkrieg und der Besatzung der Gegend in der Karwoche vor Ostern 1945 durch alliierte Truppen wurde den Deutschen die Fliegerei zunächst gänzlich verboten. Zudem wurden die noch nutzbaren Gebäude auf dem Flugplatzgelände dringend für die Unterbringung von Flüchtlingen benötigt. Da dies angesichts der Wohnungsnot nicht ausreichte, drängte im März 1947 eine Siedlergruppe auf die Aufstellung eines Bebauungsplanes für das Flugplatzgelände. „Der Bebauungsplan, der 230 Häuser vorsah, wurde am 7. Oktober 1948 genehmigt, und die Baugenehmigung am 25. April 1949 für 14 Häuser entlang des heutigen Südrings erteilt. Bereits am 11. Juli [1949] konnte unter großer Anteilnahme der Bevölkerung Richtfest für sieben Doppelhäuser gefeiert werden. Bereits im Dezember konnten die ersten Häuser bezogen werden.“
Im Jahr 1950 wurde der Verein Flugsportclub Aschaffenburg e. V. gegründet. Erst 1951 wurde der Segelflug in der Bundesrepublik Deutschland wieder erlaubt, 1955 der private Motorflug. 1952 konnte der Flugbetrieb auf dem ehemaligen Kriegsflugplatz zunächst mit Segelflugzeugen wieder aufgenommen werden (Windenstart), und ab 1960 gab es wieder Motorflug. Der Flugbetrieb erfolgte  in unmittelbarer Nachbarschaft zu dem neuen Wohngebiet, das den Namen des ausgestorbene Dorfes Ringheim erhielt. Dieses Nebeneinander war in den späten 1960er Jahren nicht länger tragbar, zumal die Wohnbebauung sich immer weiter ausdehnte. Stadt und Landkreis Aschaffenburg, die Gemeinde Großostheim, die Industrie- und Handelskammer und der Flugsportclub Aschaffenburg bildeten Ende der 60er, Anfang der 70er Jahre den Zweckverband "Verkehrslandeplatz Aschaffenburg", der Gelände von 12 ha etwa 1,5 km östlich des alten Flugplatzes erwarb. Der Flugbetrieb auf dem neuen, vom Zweckverband an den Flugsportclub verpachteten Fluggelände "an der Waldspitze" begann 1977 auf einer asphaltierten Start- und Landebahn von etwas über 800 m Länge. In den Folgejahren entstanden parallel zu der Asphaltpiste asphaltierte Rollwege und eine Graspiste. Das Gelände wurde vom Verein durch Anpachtung und Käufe erweitert. Die Vereins- und Werkstattgebäude mit Tower, Hangars, Büroräumen und Tankstelle wurden im Lauf der Zeit weiter ausgebaut.

## Flugplatz und Ausstattung
Der Flugplatz ist für Luftfahrzeuge aller Art bis 5700 kg MTOW zugelassen. Der Halter des Flugplatzes ist der Flugsportclub, inzwischen umbenannt in Flugsportclub Aschaffenburg-Großostheim e. V. Die geregelten Betriebszeiten sind von 8:00 Uhr bis Sonnenuntergang, mindestens jedoch bis 20:00 Uhr. In der übrigen Zeit sind Starts und Landungen nur nach Erlaubnis des Halters möglich (PPR).
Es bestehen mehrere Wirtschaftsgebäude und Hangars, ein Tower (Kanal 132,430 MHz) und eine Gaststätte. Am Platz befinden sich mehrere Unternehmen, u. a. eine Flugwerft, ein Fliegerladen, Flugschulen, Flugcharterunternehmen.
Die Asphaltbahn hat eine Landebahnbefeuerung und ist in Landerichtung 26 mit einer Präzisions-Gleitwegbefeuerung (PAPI) ausgestattet. Eine Tankstelle für Flugbenzin AVGAS 100LL und UL91, Super Plus und JET A1 (Turbinentreibstoff) ist vorhanden. Aschaffenburg ist Zollflugplatz (Voranmeldung erforderlich).

## Anflug und Abflug
Die Platzrunde befindet sich nördlich des Platzes in 1400 Fuß Höhe, die Segelflugplatzrunde im Süden. Der Platz befand sich 1,4 NM auf Radial 039 des Charlie-VOR, das mittlerweile abgebaut ist. Des Weiteren befindet sich der Platz unterhalb des Luftraums C des Frankfurter Flughafens, sodass der an- und abfliegende Verkehr eine maximale Höhe von 3500 Fuß MSL nicht überschreiten darf. Im Jahr 2013 wurde eine Verlängerung der Start- und Landebahn auf 1200 m in Richtung Aschaffenburg luftrechtlich genehmigt.

## Zwischenfälle
- Am 3. Juni 1984 geriet beim Flugtag ein Senkrechtstarter vom Typ Harrier 30 m über der Landebahn in Brand. Der Pilot konnte die Maschine zwar noch aus dem Zuschauerbereich steuern und sich mit dem Schleudersitz retten, dieser erschlug jedoch danach einen Zuschauer.[12]
- Am 7. Mai 2006 kollidierte ein Motorsegler Grob G 109 beim Landeanflug auf EDFC in der Luft mit einem Schulterdecker Cessna 172 N und stürzte daraufhin in einem Waldstück ab. Beide Insassen des Motorseglers kamen hierbei ums Leben und das Flugzeug wurde vollständig zerstört. Die Cessna konnte mit beschädigtem Fahrwerk notlanden, wobei eine Person leicht verletzt wurde.[13]
- Am 12. Juli 2009 vollführte ein Doppeldecker Kunstflugübungen. Nach einer misslungenen Kunstflugfigur kam er zu tief, das Fahrwerk riss ein Auto von der Straße und brach. Sowohl das Fluggerät als auch das Auto schleuderten in einen Acker, wodurch mehrere Insassen leicht bis mittelschwer verletzt wurden. Das Flugzeug wurde zerstört.[14]
- Am 2. März 2013  stürzte eine mit zwei Personen besetzte einmotorige Scheibe SF 25 C in Aschaffenburg nach einem missglückten Landeanflug bei einem Durchstartversuch ab. Das Flugzeug wurde zerstört, die beiden Insassen wurden schwer verletzt; der 82-jährige Pilot erlag später im Krankenhaus seinen Verletzungen.[15]
- Am 28. Dezember 2019 startete auf EDFC ein Ultraleichtflugzeug zu einem Rundflug, wobei sich die Kabinenhaube löste. Bei der anschließenden Notlandung in einem nahen Acker wurde die Maschine stark beschädigt.[16]
- Am 12. Juni 2020 startete ein Segelflugzeug via Flugzeugschlepp in Aschaffenburg. Aufgrund technischer Probleme mit der Schleppmaschine musste der Schleppvorgang auf niedriger Höhe abgebrochen werden, woraufhin sich der 67-jährige Segelflugzeug-Pilot für eine Notlandung auf der B469 entschied. Das Flugzeug wurde beschädigt und der Pilot nur leicht verletzt ins Krankenhaus gebracht.[17]
- Am 4. Juli 2023 verunglückte ein Fluglehrer zusammen mit seinem Flugschüler in einer Cessna 150 im Rahmen einer Durchstartübung. Die Maschine konnte nicht rechtzeitig ausreichend Höhe erreichen und touchierte den Zaun des Flugplatzes sowie ein Verkehrsschild der angrenzenden Straße. Daraufhin überschlug sich die Maschine und kam kopfüber zu liegen. Beides Insassen konnten die Maschine unverletzt verlassen.[18]